# یواس‌اس تریسی (دی‌دی-۲۱۴)
یواس‌اس تریسی (دی‌دی-۲۱۴) (به انگلیسی: USS Tracy (DD-214)) یک کشتی بود که طول آن ۳۱۴ فوت ۴ ۱⁄۲ اینچ (۹۵٫۸۲ متر) بود. این کشتی در سال ۱۹۱۹ ساخته شد.